# Lagi Tuima
Pas d'image ? Cliquez ici

b Matchs officiels uniquement.
Lagi Tuima est une joueuse internationale de rugby à XV anglaise née le 16 juin 1998, évoluant au poste de centre.

## Biographie
Lagi Tuima naît le 16 juin 1998. En 2023 elle joue pour le club des Harlequins de Guildford. Elle a déjà 12 sélections en équipe nationale quand elle est retenue pour disputer sous les couleurs de son pays le Tournoi des Six Nations féminin 2023.